# Tamien Trent
Tamien Trent (* 4. Januar 1982) ist ein US-amerikanischer Basketballspieler.
Er spielt seit Januar 2006 bei den Walter Tigers Tübingen. Vor seinem Wechsel zu Tübingen spielte er für den 1. FC Kaiserslautern in der 2. Liga Süd. Er ist 1,85 m groß und spielte, bevor er nach Deutschland wechselte, an der Fairleigh Dickinson University.
Trent wurde nach einem Dopingtest aus dem Kader der Walter Tigers Tübingen gestrichen.